# GMR-Effekt

Spin-valve GMR

Ergebnisse von Fert et al.

Der GMR-Effekt (englisch giant magnetoresistance; heutzutage auch integriert unter dem Begriff Spintronik) oder Riesenmagnetowiderstand basiert auf einem magnetoresistiven Effekt und wird in Strukturen beobachtet, die aus sich abwechselnden magnetischen und nichtmagnetischen dünnen Schichten mit einigen Nanometern Schichtdicke bestehen. Der Effekt bewirkt, dass der elektrische Widerstand der Struktur von der gegenseitigen Orientierung der Magnetisierung der magnetischen Schichten abhängt, und zwar ist er bei Magnetisierung in entgegengesetzte Richtungen deutlich höher als bei Magnetisierung in die gleiche Richtung.
Angewendet wird er vor allem in magnetischen Festplatten.

## Entdeckung
Der Effekt wurde zuerst 1988 von Peter Grünberg vom Forschungszentrum Jülich und Albert Fert von der Universität Paris-Süd in voneinander unabhängiger Arbeit entdeckt, wofür sie 2007 gemeinsam mit dem Nobelpreis für Physik ausgezeichnet wurden.

## Erklärung
Beim GMR-Effekt handelt es sich um einen quantenmechanischen Effekt, der durch die Spinabhängigkeit der Streuung von Elektronen an Grenzflächen erklärt werden kann. Elektronen, die sich in einer der beiden ferromagnetischen Schichten gut ausbreiten können, weil ihr Spin günstig orientiert ist, werden in der zweiten ferromagnetischen Schicht stark gestreut, wenn diese entgegengesetzt magnetisiert ist; sie durchlaufen die zweite Schicht aber wesentlich leichter, wenn die Magnetisierung dieselbe Richtung wie in der ersten Schicht aufweist.

## Anwendung

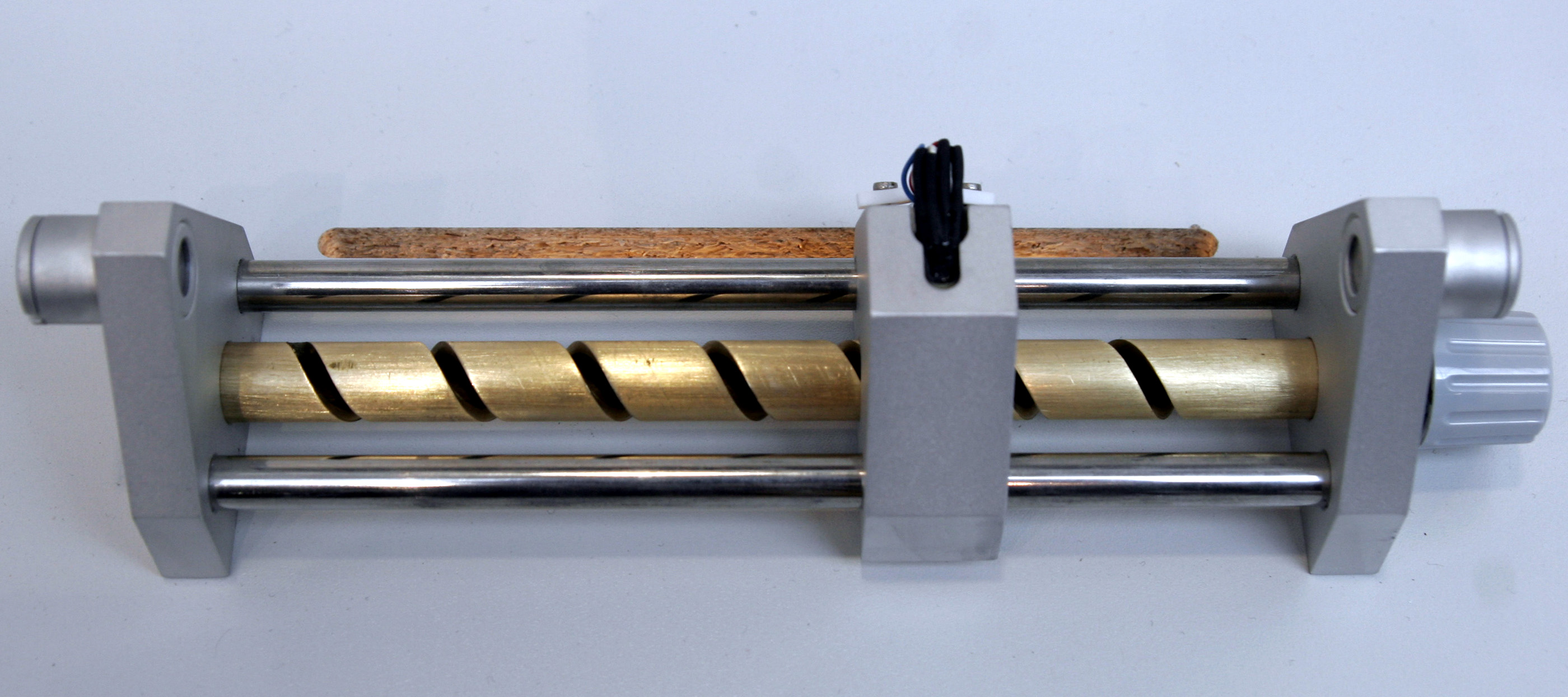
Replikat des ersten GMR-Sensors von Peter Grünberg.
An den Endseiten des Exponates befinden sich zwei runde Permanentmagnete. In der Mitte in Schwarz der GMR-Sensor. Dieser kann durch Drehen des Knopfes am Ende der geschlitzten Messingwelle zwischen den Permanentmagneten hin und her bewegt werden. Durch die Verschiebung im Magnetfeld verändert der Sensor seinen elektrischen Widerstand. Dieser Widerstand kann elektronisch gemessen und in die genaue Position des Sensors zwischen den Magneten umgerechnet werden.

Werden zwei Schichten eines ferromagnetischen Materials durch eine dünne nichtmagnetische Schicht getrennt, so richten sich die Magnetisierungen bei bestimmten Dicken der Zwischenschicht in entgegengesetzten Richtungen aus. Schon kleine äußere magnetische Felder reichen aber aus, um diese antiferromagnetische Ordnung wieder in die ferromagnetische Ordnung umzuschalten.
In Verbindung mit dem GMR-Effekt bewirken Variationen des äußeren Magnetfeldes in geeigneten Strukturen daher große Änderungen des elektrischen Widerstandes der Struktur.
Die Möglichkeiten, den Effekt in einem Sensor für ein magnetisches Feld einzusetzen (und damit als einen neuen Typ von Lesekopf in einem Festplattenlaufwerk), wurden schnell durch ein von Stuart Parkin geleitetes IBM-Forschungsteam entdeckt, indem er zeigte, dass der Effekt auch in polykristallinen Schichten auftritt.
In der Anwendung des Effektes unterscheidet man heute folgende Fälle:
1. Zwei ferromagnetische Ebenen sind getrennt durch eine sehr dünne (ungefähr 1 nm) nicht-ferromagnetische Zwischenschicht (englisch spacer) (etwa Fe/Cr/Fe). In Abhängigkeit von der Dicke der Zwischenschicht sorgt die RKKY-Kopplung zwischen den zwei Ferromagneten dafür, dass eine parallele oder eine anti-parallele Ausrichtung energetisch bevorzugt wird. Der elektrische Widerstand dieser Einheit ist bei einer anti-parallelen Ausrichtung normalerweise höher, wobei der Unterschied bei Zimmertemperatur mehr als 10 % erreichen kann.
2. Zwei ferromagnetische Ebenen sind getrennt durch eine (ungefähr 3 nm) dünne nicht-ferromagnetische Zwischenschicht (englisch spacer) ohne RKKY-Kopplung. Wenn die Koerzitivfeldstärken der beiden ferromagnetischen Elektroden verschieden sind, d. h., eine der beiden Schichten ist „magnetisch härter“ als die andere, ist es möglich, die Magnetisierungsrichtung der „weicheren“ Schicht unabhängig von der der „härteren“ zu wechseln. Folglich kann eine parallele und eine anti-parallele Ausrichtung der Magnetisierungsrichtung erreicht werden, wobei der elektrische Widerstand im anti-parallelen Fall wiederum normalerweise höher ist. Dieses Bauteil wird manchmal auch als Spinventil (englisch spin-valve) bezeichnet.

## Kommerzielle Nutzung
IBM stellte im Dezember 1997 die erste kommerzielle Festplatte (Produktname: Deskstar 16GP Titan) her, die den GMR-Effekt nutzte. Stuart S. P. Parkin (damals IBM) wurde für seine Aktivitäten dafür mehrfach ausgezeichnet. Mittlerweile wurden GMR-Sensoren jedoch durch sog. TMR-Sensoren (Tunnel-Magnet-Widerstand), die noch sensitiver sind, abgelöst.
Die Nutzung des Effektes als Speichertechnologie (siehe MRAM) im Vergleich zu CMOS-Speichertechnologie ist eher gering und spezifisch je nach Applikation. MRAM-Technologie befindet sich heute (Stand 2021) noch in Forschung und Entwicklung, z. B. durch IBM.
Weitere Anwendungen sind z. B. neuartige Magnetfeldsensoren in Automobilen.